# Klony počítače Sinclair ZX Spectrum
Klony ZX Spectra či počítače kompatibilní se ZX Spectrem je souhrnné označení domácích počítačů více či méně kompatibilních s 8bitovým počítačem Sinclair ZX Spectrum, který od rolku 1982 vyráběla britská společnost Sinclair Research. Odvozené počítače vyráběla například americká společnost Timex Sinclair nebo v Československu družstvo Didaktik ve slovenské Skalici.
Počítač ZX Spectrum se vyznačoval zejména procesorem Z80, obvodem ULA, který mj. zajišťoval specifický grafický systém, a pamětí ROM se specifickým jazykem Basic. Klony často obsahují různá rozšíření možností původního počítače.
Níže je seznam neoficiálních klonů. Za klony počítače Sinclair ZX Spectrum se někdy neuvažují počítače ATM Turbo a Sprinter, bývají označovány jako počítače kompatibilní se ZX Spectrem (podobně jako počítač SAM Coupé).

## V Sovětském svazu
Velké množství variant ZX Spectra s různě rozšířeným hardwarem vzniklo v bývalém Sovětském svazu. Tyto varianty vycházejí ze dvou exemplářů ZX Spectra. Prvním je exemplář originálního ZX Spectra, který z východního Německa dorazil do Lvova, kde na jeho základě vznikl počítač Lvov, ze kterého vychází počítač Moskva, ze kterého následně Sergej Zonov odvodil počítač Leningrad, druhým je počítač Didaktik Gama. Kvůli rozdílům v hardware jednotlvých variant ZX Spectra byl navržen ZX Config, který umožnil programům načíst informace o hardwarové konfiguraci počítače. Také vzniklo několik způsobů, jak znakovou sadu rozšířit o písmena cyrilice. Jednodušší postupy používají znaky UDG, kódování KOI7 nebo přepínání mezi dvěma různými znakovými sadami nastavováním systémové příslušené proměnné příkazem POKE, složitější postupy upravují nebo přesměrovávají tiskové rutiny a rutiny pro obsluhu klávesnice (u počítačů, které nejsou rusifikovány od výrobce, vyžaduje tento postup doplňkový program běžící pod přerušením IM2, který udržuje potřebnou hodnotu některých systémových proměnných, neboť některé příkazy Sinclair BASICu nastavují tyto systémové proměnné na původní hodnoty). Protože klávesnice standardního ZX Spectra má pro psaní v cyrilici nedostatečný počet kláves, bylo vhodné u ruských variant ZX Spectra počet kláves rozšířit. Nejpoužívanějším disketovým systémem ruských variant ZX Spectra se stal TR-DOS, protože se objevil dříve než další v Rusku používaný systém, systém Disk-Monitor, který navíc na rozdíl od TR-DOSu bylo možné použít pouze u některých variant ZX Spectra. Jako učebnice programování na variantách ZX Spectra v Rusku byl v roce 1989 vydán ruský překlad knihy Stevena Vickerse Sinclair ZX Spectrum: Basic Programming pod názvem ZX Spectrum Программирование на языке «Basic».

## Seznam neoficiálních klonů počítače

### Argentina

#### CZ 2000
CZ 2000 je varianta počítače Sinclair ZX Spectrum vyráběná společností Tadeo Czerweny S.A. Počítač je vzhledově stejný jako počítač CZ 1500, liší se se pouze barvou, logem a popisky kláves. Deska plošného spoje obsažená v počítači je deska původního ZX Spectra, starší počítače CZ 2000 obsahují desku verze 4, novější obsahují desku verze 6.

#### CZ Spectrum
CZ Spectrum je varianta počítače Sinclair ZX Spectrum, proti němu navíc obsahuje tlačítko reset a interface pro připojení joysticku.

#### CZ Spectrum Plus
CZ Spectrum Plus se od počítače CZ Spectrum liší pouze klávesnicí, jejíž rozložení kláves je stejné jako u počítače Sinclair ZX Spectrum+, interně jsou oba počítače identické. Chybová hlášení jsou přeložena do španělštiny.
Společnost Tadeo Czerveny S.A. k těmto počítačům vyráběla joysticky CZ 800 a CZ 800S.

### Brazílie

#### Microdigital TK 90X
TK 90X je počítač vyráběný společností Microdigital Eletrônica Ltda.. Počítač má vestavěný interface pro joystick kompatibilní se ZX Interface 2, jeho Basic má místo příkazu BEEP příkaz SOUND a nové příkazy TRACE a UDG.

#### Microdigital TK 95
TK 95 je novější verze počítače TK 90X. Je více kompatibilní s původním ZX Spectrem. A to i přesto, že přidané příkazy TRACE a UDG u tohoto počítače zůstaly.

### Československo, Česko, Slovensko

#### Didaktik Gama
Didaktik Gama je počítač vyráběný výrobním družstvem Didaktik Skalica. Je vybaven 80 KiB paměti RAM a obvodem 8255. Jeho obvod ULA je stejný obvod ULA od firmy Ferranti, kterým jsou vybavena ZX Spectra.

#### Didaktik M
Didaktik M je nástupce počítače Didaktik Gama, který má už pouze 48 KiB paměti RAM. Místo obvodu ULA má obvod Т34ВГ1.

#### Didaktik Kompakt
Didaktik Kompakt je v podstatě počítač Didaktik M s vestavěnou disketovou jednotkou Didaktik 80. Počítač je vybaven konektorem SCART pro připojení k televizoru nebo monitoru. Na rozdíl od Didaktiku M má místo externího napájecího zdroje napájecí zdroj zabudovaný dovnitř počítače.

#### Kompakt profesional
Počítač vyráběný autorizovaným servisem výrobního družstva Didaktik Skalica ve Veselí nad Moravou. Základem počítače je deska plošného spoje počítače Didaktik Kompakt, hudební interface Melodik, interface pro připojení klávesnice Consul a 5,25" a 3,5" disketová mechanika. Celý počítač je zabudován do počítačové skříně PC typu Mini tower. S počítačem byla dodávána klávesnice Consul a myš. Myš počítače je označována jako Kempston mouse, není ale kompatibilní s Kempston Mouse Interface, její název je odvozen ze skutečnosti, že myš je připojena tak, že simuluje Kempston joystick.

#### Kompakt 128
Počítač vyráběný autorizovaným servisem výrobního družstva Didaktik Skalica ve Veselí nad Moravou. Základem počítače je deska plošného spoje počítače Didaktik M s rozšířením paměti na RAM na 128 KiB, řadič disketové jednotky Didaktik 40, hudební interface Melodik, interface pro připojení klávesnice Consul a 5,25" a 3,5" disketová mechanika. Celý počítač je zabudován do počítačové skříně PC typu Slim case. S počítačem byla dodávána klávesnice Consul a myš. Myš je připojena stejně jako u počítače Kompakt Profesional.

#### Počítač kompatibilní se ZX Spectrum
Mikropočítač programově kompatibilní se ZX Spectrum má 64 KiB RAM a bootovací paměť ROM o velikosti 256 B. Funkce obvodu ULA jsou zajišťovány obvody složenými z diskrétních součástek. Tyto obvody je možné adresovat buď jako u ZX Spectra pouze adresním vodičem A0 nebo pouze konkrétní adresou I/O portu 254. Počítač má vestavěný obvod 8255 připojený k portům: brána A - port 31 (1F), brána B - port 30 (1E), brána C - port 29 (1D), řídicí registr - port 28 (1C). Při bootování je paměť počítače v normálním režimu dostupná od adresy 0 dostupná od adresy 32768, paměť běžně dostupná od adresy 32768 při bootování dostupná není. Do spodních 16 KiB RAM je možno zakázat zápis. K počítači vznikl ramdisk a disketový řadič.

#### Mistrum
Návod na stavbu počítače Mistrum vyšel v časopise Amatérské radio č. 1 a 2/89. Obvod ULA je v něm nahrazen diskrétními součástkami. V ROM jsou obsaženy i české znaky s diakritikou. K počítači existují tři verze paměti ROM s různými funkcemi.

### Maďarsko

#### HT 3080C
HT 3080C je počítač kompatibilní nejen se ZX Spectrem, ale také s počítačem TRS-80. Počítač obsahuje 32 KiB paměti ROM (16 KiB pro režim ZX Spectrum, 16 KiB pro režim HT), 64 KiB paměti RAM, zvukový čip AY v zapojení nekompatibilním se ZX Spectrem 128K a sériový port počítačů Commodore. K počítači je tak možné připojovat připojovat periférie vyráběné pro počítač Commodore 64. Zapojení zvukového čipu AY je stejné jako v předchůdcích tohoto počítače, počítačích HT 1080Z a HT 2080Z, což jsou klony počítače TRS-80.

### Německo

#### GDC 204
GDC 204 je varianta ZX Spectra vyvinutá na Technische Hochschule v Ilmenau. Díky změnám v ROM tento počítač nebyl úplně kompatibilní se ZX Spectrem. Počítač nemá barevný výstup a obsahuje přidané obvody PIO a CTC.

#### HCX-80
HCX-80 je počítač vyráběný ve SKET-Magdeburg. Jeho základem je ZX Spectrum, nicméně na počítači je možné spouštět i programy pro počítač ZX80.

#### Spectral
Spectral je varianta ZX Spectra vyvinutá v IFAM Erfurt. Počítač je věrnou kopií svého originálu, navíc obsahující interface pro připojení joysticku. Počítač byl dodáván jako stavebnice firmou Hübner Elektronik Erfurt. Existuje ve variantě jak se 48 KiB paměti RAM, tak se 128 KiB paměti RAM.

### Polsko

#### Elwro 800 Junior

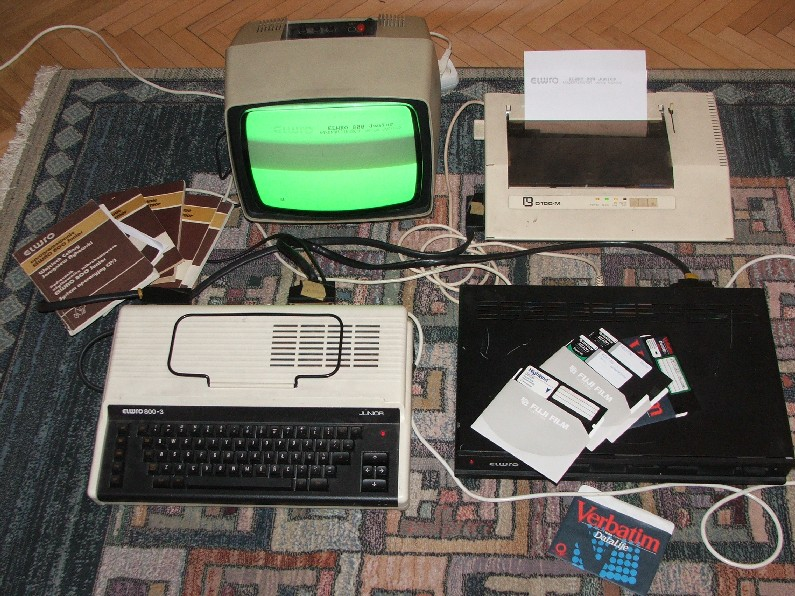
Elwro 800 Junior system

Počítač obsahuje 64 KiB RAM a 24 KiB ROM a je možné k němu připojit dvě disketové mechaniky. Pro komunikaci s dalšími počítači Elwro 800 Junior je vybaven sítí Junet. Počítač existuje ve verzi učitelské a studentské, pouze učitelská verze může přistupovat k disketovým mechanikám, studentská verze může přistupovat k mechanikám učitelské verze prostřednictvím sítě Junet. Proti ZX Spectru rozšířená klávesnice počítače obsahuje i polská písmena s diakritikou. Byl pro něj vytvořen operační systém CP/J.

#### Elwro 804 Junior PC

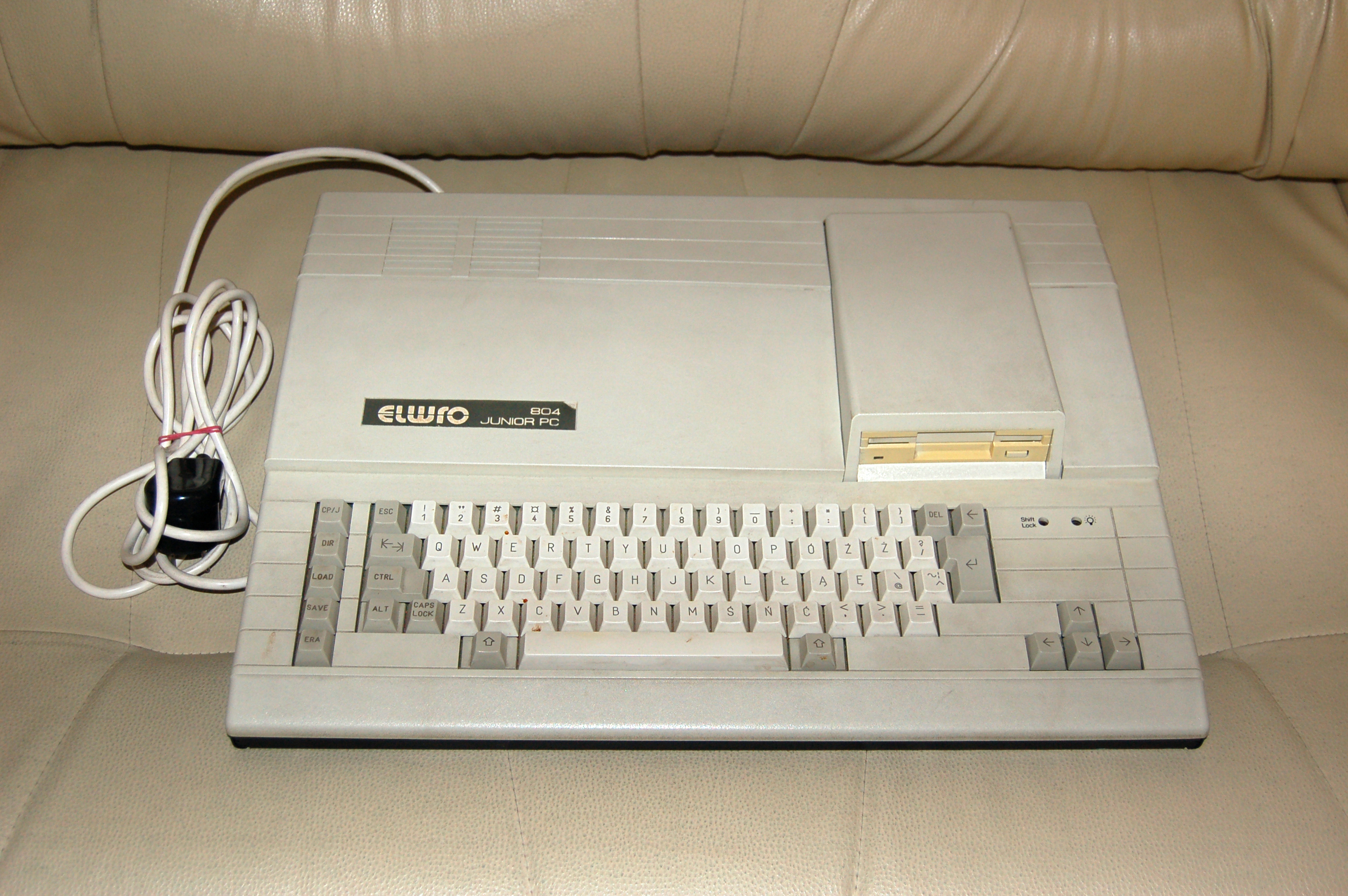
Elwro 804 Junior PC

Elwro 804 Junior PC je varianta počítače Elwro 800 Junior s vestavěnou 3,5" disketovou mechanikou, vybavená sériovým rozhraním RS-232 místo sítě Junet, která byla vyrobena jako prototyp a nikdy se nedostala do sériové výroby.

### Rumunsko

#### Cobra
Cobra je varianta ZX Spectra s rozšířenou pamětí ROM na 34 KiB. 2 KiB paměti ROM jsou bootovací, 16 KiB paměti ROM je určeno pro Sinclair BASIC a 16 KiB je určeno pro Operating User System (OPUS), který nabízel assembler, disassembler, monitor obsahu paměti a program pro vytváření kopií kazet a disket. K počítači byl vyráběn disketový řadič umožňující připojit čtyři disketové mechaniky.

#### CIP-02
Řada počítačů CIP byla vyráběná společností Electronica CIE. CIP-02 je varianta ZX Spectra s 64 KiB paměti RAM a 2 KiB paměti ROM. Interpret jazyka BASIC bylo nutné po zapnutí počítače nahrát z kazety.

#### CIP-03
CIP-03 už BASIC obsahoval v paměti ROM. Počítač byl vyráběn ve dvou variantách, jediný rozdíl mezi nimi byl v barvě proužku nad klávesnicí, který byl buď červený nebo modrý. Počítač nemá interface pro joystick, ten bylo nutné zakoupit samostatně.

#### CIP-04
CIP-04 je varianta počítače ZX Spectrum +3, místo 3" disketové mechaniky má 3,5" disketovou mechaniku. Počítač má 256 KiB paměti RAM a není úplně kompatibilní se ZX Spectry. Z Basicu je přístupných pouze 128 KiB paměti RAM. Na počítači je možné spustit operační systém CP/M.

#### Ice Felix HC 85
HC 85 je počítač, který byl určen pro rumunské školy. Protože nemohl být použít obvod ULA počítačů ZX Spectrum od firmy Ferranti, byl tento nahrazen diskrétními logickými obvody. Počítač neměl disketovou jednotku.

#### Ice Felix HC 88
HC 88 je varianta počítače HC 85 s pamětí RAM rozšířenou na 64 KiB, takže je na něm možné spouštět operační systém CP/M.

#### Ice Felix HC 90
Jako HC 90 byla označována jedna z verzí počítače HC 91, která byla vzhledově podobná počítači HC 85.

#### Ice Felix HC 91
Počítač HC 91 se vyráběl ve dvou variantách, jedna se stejnou klávesnicí jako u počítače HC 85 a druhá s klávesnicí rozšířenou na 50 kláves. Počítač byl od základu navržen znovu. Obsahoval méně integrovaných obvodů než HC 85, mimo jiné díky tomu, že jako paměť RAM byly použity dva obvody 4464 místo původních 24 obvodů tvořících paměť RAM. Kromě toho, že na počítači bylo možné spustit operační systém CP/M, neobsahoval navíc přidané vlastnosti proti ZX Spectru. Počítač obsahoval 32 KiB paměti ROM, z toho 16 KiB pro Sinclair Basic, 8 KiB pro BIOS operačního systému CP/M a 8 KiB pro výběr konfigurace.
K počítačům HC 85, HC 88, HC 90 a HC 91 byl k dispozici rozšiřující interface Interfața 1 se dvěma disketovými mechanikami (první mechanika byla rozměru 3,5", druhá rozměru 5,25"), sériovým interfacem RS-232 a počítačovou sítí. Interface byl inspirován Sinclairovým ZX Interface 1. Interface obsahoval paměť ROM o velikosti 16 KiB.

#### Ice Felix HC 91+
HC 91+ je počítač shodný s počítačem HC 91, navíc ale vybaven interfacem pro 5,25" disketovou jednotku, sériový interface RS-232 a interfacem pro síťovou komunikaci.

#### Ice Felix HC 2000
HC 2000 je verze počítače HC 91 rozšířená o disketový řadič a vestavěnou disketovou mechaniku velikosti 3,5". Počítači zůstala schopnost spouštět operační systém CP/M. HC 2000 je poslední domácí počítač Ice Felix, v podobném obalu byl později vyráběn počítač s procesorem 386.

#### Jet
Počítač je variantou počítače Ice Felix HC 85 zabudovanou do obalu od telefonního přístroje. Místa, která jsou v obalu určena pro telefonní tlačítka a pro odkládání sluchátka, byla zaslepena černými záslepkami. Přestože byl počítač uveden jako herní počítač, neobsahoval interface pro joystick.

#### MicroTim
Varianta ZX Spectra vyráběná v Temešváru (název počítače je složený z Micro a Timișoara (Temešvár))

#### Sages V1
Sages V1 je nejmenší rumunská varianta ZX Spectra. Na přední straně má počítač umístěny konektory pro zvuk a pro dva joysticky. Klávesnice počítače je stejná jako klávesnice počítače Felix HC 85.

#### TimS
Varianta ZX Spectra založená na procesoru Z80B, který může běžet na frekvenci 3,5 MHz nebo 6 MHz. Vybaven je porty RS-232 a Centronics. Paměť je tvořena: RAM 80 KiB, ROM 16 KiB.

### Španělsko

#### Inves Spectrum+
Inves Spectrum+ je počítač vyráběný společností Investrónica, která se podílela na vývoji počítače Sinclair ZX Spectrum 128K+. Počítač Inves Spectrum+ začala společnost vyrábět poté, co Clive Sinclair prodal práva k výrobě počítačů Sinclair společnosti Amstrad.
Počítač je podobný počítači Sinclair ZX Spectrum+, má španělskou klávesnici (včetně písmena ñ) a vestavěný interface pro Kempston joystick. Chybová hlášení počítače jsou přeložena do španělštiny. Paměť ROM počítače ale není shodná s pamětí ROM španělské verze počítače Sinclair ZX Spectrum+. Odlišnosti v obsahu paměti ROM způsobují nekompatibilitu s některými programy. Problémy s kompatibilitou se vyskytují např. u her Commando, Bomb Jack či Top Gun.
Paměť počítače je tvořena dvěma čipy 4464, počítač tedy obsahuje 64 KiB paměti RAM, ovšem 16 KiB není přístupných. Počítač obsahuje chybu, která umožňuje zablokovat odeslání hodnot na port 254.

### Země bývalého SSSR, SSSR

#### Anbelo/C
Anbelo/C je varianta počítače ZX Spectrum 48K vyráběná závodem Angstrem ve spolupráci s MGP Anbelo. Dodávaná byla buď jako stavebnice nebo jako už sestavený počítač. Jeví se být prvním počítačem, jehož základem jsou obvody z řady Т34. V počítači se nachází 15 Integrovaných obvodů.

#### Arus
Arus je varianta ZX Spectra 48K vyráběná závodem Iseť v Kamensk-Uralském. Počítač je odvozen od počítače Pentagon 48. Počítač má vestavěný disketový řadič. Počítač je vybaven vstupně-výstupním interfacem založeným na obvodu КР580ВВ55А (varianta obvodu Intel 8255), pomocí kterého je také možné připojit Kempston joystick. Počítač podporuje ruštinu.

#### ATM Turbo
ATM Turbo je počítač kompatibilní se ZX Spectrem s rozšířenou pamětí a schopností běhu systému CP/M a třemi novými grafickými režimy. Počítač je odvozen od počítače Pentagon ovšem obsahuje rozšířený hardware, jako paralelní port Centronics, vestavěný modem a vestavěný Covox. Deska plošného spoje počítače byla záměrně složitá, aby se předešlo výrobě kopií počítače. Po oficiálním ukončení výroby počítače byla veškerá dokumentace k počítače uvolněna k volnému použití.

#### AZX-Monstrum
AZX Monstrum je návrh počítače založeného na procesoru Z380 a třemi grafickými režimy: 256 x 192, 512 x 384 a 1024 x 768. Díky použitému procesoru může počítač adresovat až 4 GiB paměti RAM lineárně. Počítač má svůj vlastní BIOS a rozšířenou ROM s Basicem.

#### Bajt
Bajt je varianta počítače ZX Spectrum 48K vyráběná v Brestu začátkem 90. let 20. století. Obvody počítače se vyznačují řadou originálních řešení, které ovšem snižují kompatibilitu s původním ZX Spectrem. Počítač má vestavěný tříkanálový zvukový generátor, jehož základem je obvod 8253 a interface pro Kempston joystick. Jako doplněk byl k počítači vyráběn disketový řadič kompatibilní s Beta Disk Interface.

#### Baltika
Baltika je počítač ne úplně kompatibilní s původním ZX Spectrem, má procesor taktovaný na 4 MHz.

#### Bejsik
Bejsik je varianta počítače ZX Spectrum 48K vyráběná ve vladivostockém závodu Radiopribor mezi roky 1990 a 1994. Základem počítače je počítač Leningrad. Procesory počítačů Bejsik jsou procesory vyráběné firmou goldStar v Jižní Koreji. Klávesnice počítače má 69 kláves, nápisy na klávesnici jsou vypáleny laserem. Počítač se vyznačuje vysokou kompatibilitou s originálním ZX Spectrem.

#### Best III
Best III je varianta počítače ZX Spectrum vyráběná v roce 1993 v Petrohradě.

#### Bi Am ZX-Spectrum 48/64
Bi Am ZX-Spectrum 48/64 je varianta počítače ZX Spectrum vyráběná v letech 1992 - 1994 v Petrohradě.

#### Bi Am ZX-Spectrum 128
Bi Am ZX-Spectrum 128 je varianta počítače Bi Am ZX-Spectrum 48/64 s rozšířenou pamětí na 128 KiB.

#### Briz
Briz je varianta počítače ZX Spectrum 128K vyráběná ve vladivostockém závodu Radiopribor. Proti ZX Spectru 128K obsahuje navíc disketový řadič.

#### Byte
Pod názvem Byte byly vyráběny dva různé počítače. Jeden z nich byl vyráběn skupinou 25 oddílu OKBM Tenzor. druhý počítač Byte byl vyráběn závodem Dněstr ve městě Bendery v Moldavsku. Základem tohoto druhého počítače byl procesor UB880A a zákaznický obvod Т34ВГ1. ROM tohoto počítače byla shodná ROM používanou v počítačích Didaktik.

#### Composite-48K
Počítač Composite-48K je varianta počítače ZX Spectrum 48K. Počítač vypadá shodný s počítačem Leningrad. Později byla pod názvem Composite-128KAY vyráběna varianta se 128KiB paměti RAM, která byla postupně přejmenována na Kay.

#### Contact 64
Contact 64 je počítač vyráběný společností Peters v Petrohradě. Počítač se vyráběl ve čtyřech variantách:
- samotný počítač bez doplňků,
- počítač vybavený disketovým řadičem (název počítače pak byl doplněn písmenem D),
- počítač vybavený zvukovým čipem AY-3-8912 (název počítače pak byl doplněn písmenem S),
- počítač vybavený disketovým řadičem i zvukovým čipem AY-3-8912 (název počítače pak byl doplněn písmeny DS).[69]

#### Contact 128
Contact 128 je varianta počítače Contact 64 s pamětí rozšířenou na 128 KiB. Vyráběl se ve stejných čtyřech variantách jako Contact 64.

#### Contact CPS-128
Contact CPS-128 je počítač kompatibilní s počítačem ZX Spectrum 128K. Stejně jako počítače Compact 64 a Compact 128 je vyráběla společnost Peters v Petrohradě. Na rozdíl od těchto počítačů je Compact CPS-128 umístěn počítačové skříni typu desktop s oddělenou klávesnicí. Existují i verze počítače Contact CPS-128 s 256 KiB paměti RAM.

#### Delta-S

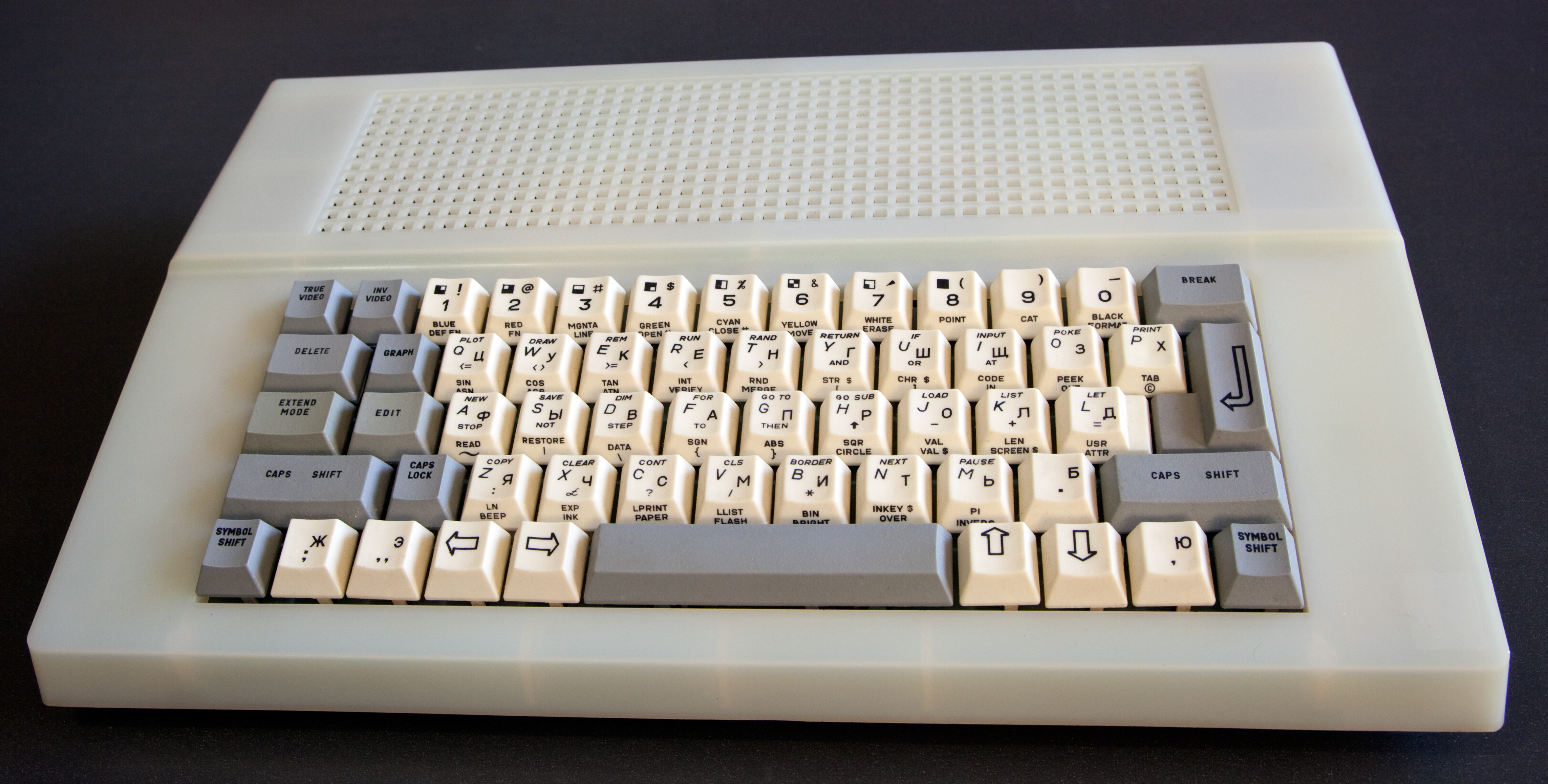
Delta-S

Delta-S je varianta počítače ZX Spectrum 48K. Počítač se vyráběl v Kazani a v Čeboksary. Existují tři varianty počítače Delta-S lišící se počtem použitých integrovaných obvodů. Ve třetí verzi je místo diskrétních logických obvodů použit obvod 1515ХМ1.

#### Delta-S 128
Delta S-128 je varianta počítače ZX Spectrum 128K, založena na obvodu КБ01ВГ1-2. Obsahuje porty pro Kempston joystick a Sinclair joystick 2.

#### Delta SA, Delta SB
Delta SA a Delta SB jsou odvozené od počítače Delta-S. Počítač Delta SA je rusifikován, má navíc klávesu pro změnu jazyka. Při připojení tiskárny Elektronika MS 6312 k počítači Delta-SA dochází při tisku k problémům.

#### Dubna 48K
Počítač kompatibilní se ZX Spectrem 48. Vybavený sériovým portem RS-232. Taktovaný frekvenci 1,875 MHz (přibližně poloviční frekvence proti ZX Spectru).

#### Duet
Duet je varianta počítače ZX Spectrum 48K vyráběná v Moskvě Lianozovskym elektromechaničeskim zavodom (ЛЭМЗ). Procesor počítače je Zilog Z0840004P. Klávesnice počítače má samostatný blok kláves s kurzorovými šipkami. K počítači existuje rozšíření paměti na 128 - 1024 KiB RAM.

#### Dynael
Dynael je varianta počítače ZX Spectrum 48K. Existuje ve dvou variantách, ve variantě M48A a ve variantě M48B. A počítačem byla dodávána kazeta s programy test a demo a hrami lyžování a Stop the express.

#### Elbrus
Elbrus je varianta počítače ZX Spectrum 48K vyráběná v Nalčiku v letech 1989 až 1993. Po resetu se počítač ohlásí úvodním hlášením *** 1989 Эльбрус-001 ***. Počítač má vestavěný interface pro Kempston joystick. K počítači se jako příslušenství vyráběl disketový řadič s jednou nebo dvěma disketovými mechanikami 5,25".

#### Elara-48
Elara je varianta počítače ZX Spectrum 48K vyráběná firmou Elara v Čeboksary.

#### Elara-Disk-128
Elara-Disk-128 (známá také jako Ella ra) je varianta počítače ZX Spectrum 128K vybavená diskovým řadičem, tiskovým interfacem ZX Lprint III a interfacem pro Sinclair joystick a Kempston joystick. S originálním ZX Spectrem 128K není úplně kompatibilní. Nekompatibilita je způsobena změnou některých portů.

#### Forum BK-09 Turbo
Forum BK-09 Turbo je varianta počítače ZX Spectrum 48K. Základem počítače je procesor Т34ВМ1 a zákaznický obvod Т34ВГ1. Slovo Turbo v názvu znamená, že počítač je schopen zrychleného zápisu na magnetofonovou pásku.

#### GrandRomMax2+
GrandRomMax2+ je počítač vycházející z počítače Pentagon, na rozdíl od něho má ale opravené generování signálu /INT tak, aby odpovídalo ZX Spectru. Výrobce počítače je nezávislá naučná a průmyslová laboratoř výpočetní techniky města Frjazino.

#### Grandboard2+
Grandboard2+ je počítač vyráběný nezávislou vědeckou a průmyslovou laboratoří výpočetní techniky města Frjazino. Počítač je založený na počítači GrandRomMax 2+. Počítač obsahuje procesor NEC Z80 taktovaným na frekvenci 3,45 MHz a 128 KiB paměti RAM. Počítač má vestavěný Beta Disk Interface a ZX Lprint III. Následníkem počítače je počítač GrandTower 2+.

#### Hobbit
Hobbit je počítač s 64 KiB RAM a 64 KiB ROM. Může pracovat v režimu Sinclair Basicu, ale i v režimu jazyka Forth, jazyka Logo a operačního systému CP/M. Jeho znaková sada obsahuje nejen písmena latinky, ale i cyrilice. K počítači je možné připojit tři joysticky. Počítač je vybaven sítí pro komunikaci s dalšími počítači Hobbit. Pomocí speciální síťové karty je možné do sítě počítačů Hobbit připojit i počítač PC. Autory počítače jsou Dmitrij Michajlov a Michail Osetinskij z Petrohradu. Počítač existuje ve dvou verzích, novější verze obsahuje vestavěnou disketovou mechaniku.

#### Impuls
Počítač Impuls je totožný počítač s počítačem Santaka-002, pouze vyráběný v Krasnodaru. Existuje ve dvou variantách Impuls a Impuls-M.

#### Jauza
Jauza je varianta počítače ZX Spectrum 48K. s počítačem byl dodáván i joystick. Paměť ROM počítače je shodná s pamětí ROM počítače Didaktik M.

#### Kay
Kay je varianta počítače Composite-48 s pamětí rozšířeno na 128 KiB. Původně byl nazýván Composite-128KAY, z tohoto označení vzniklo označení Kay.

#### Kay 256
Kay 256 je počítač kompatibilní s počítačem Scorpion ZS-256. První verze počítače neměla režim turbo a obsahovala pouze dva sloty pro přídavné desky.

#### Kay 1024
Kay 1024 je nástupce počítače Kay 256 s pamětí rozšířenou na 1024 KiB. Počítač obsahuje interface pro připojení PC klávesnice a pevného disku. Naopak neobsahuje disketový řadič, který je nutný připojit externě. K počítači lze připojit interface General Sound. Varianta počítače označená jako Kay 1024/SL4 má některé rozšířené možnosti, změněné dekódování portu pro klávesnici a portu pro Kempston joystick a přidány dva konektory pro Sinclair joysticky.

#### Kometa-01
Počítač s 64 KiB paměti RAM vyráběný Mytiščinským elektrotechničeským závodem od roku 1988 do roku 1994.

#### Kompaňon

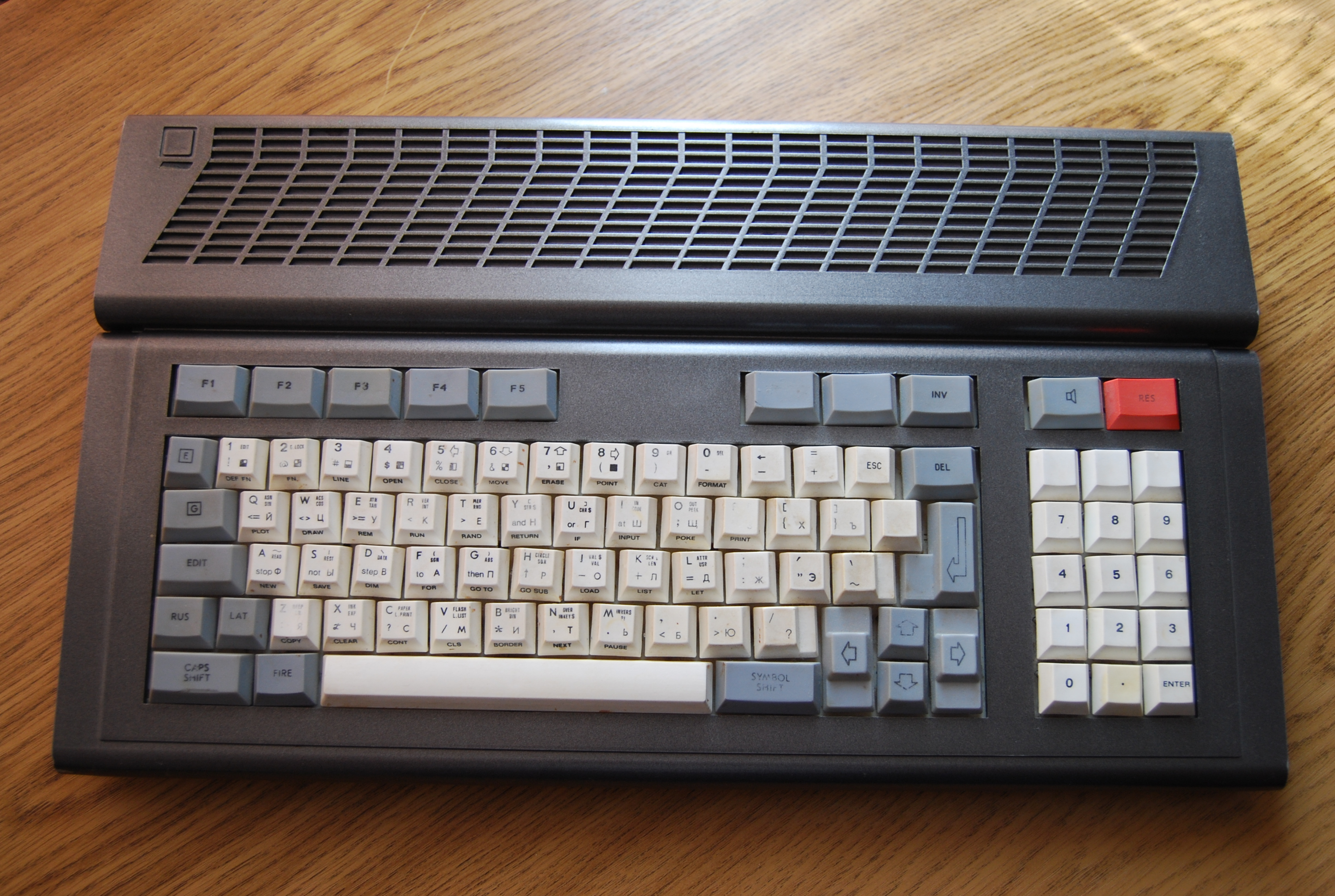
Kompaňon-2

Kompaňon je varianta ZX Spectra vyráběná v Iževsku. Počítač existuje ve čtyřech variantách: Kompaňon, Kompaňon-M, Kompaňon-2 a Kompaňon 3. Počítač je následníkem počítačů Magic. První verze počítače Kompaňon byla v podstatě kopie počítače Baltika. K tomuto počítači je možné připojit disketový řadič Viktoria. Počítač mohl sloužit jako terminál nebo jako server. Počítač Kompaňon-2 už má rozšířenou klávesnici o numerickou část a další přídavné klávesy a navíc dalších 16 KiB paměti RAM. Počítač Kompaňon-3 je varianta ZX Spectra 128K.

#### Kompozit-48
Obecně řečeno, jedná se o stejný počítač jako Leningrad-2, ovšem poněkud vylepšený. je nutné poznamenat, že na stojích jako Leningrad-1, Leningrad-2, či Kompozit-48 je možné místo krystalu může být podstrčen kondenzátor.

#### Kompozit-128
Počítač měl rozšířenou paměť jednoduše připájenou k desce verze 48K, to dělalo počítač těžší nakonfigurovat. Deska plošného spoje neobsahuje disketový řadič Beta Disk Interface, neobsahuje systémový konektor, připojení tiskárny je spojeno s některými problémy. Je to tedy vlastně holé ZX spectrum 128K pro použití s magnetofonem, ale pokud je třeba připojit Beta Disk Interface, je nutné ho připojit pomocí drátů.

#### KR-05
Počítač vyráběný v Uljanovském radiolampovém závodu. Představoval svým způsobem nezměněný počítač Leningrad-1.

#### Krasnogorsk
Krasnogorsk byl vyráběn od roku 1991. Pro generování televizního signálu používá obvod PZY K573PF2(5).

#### Kvant

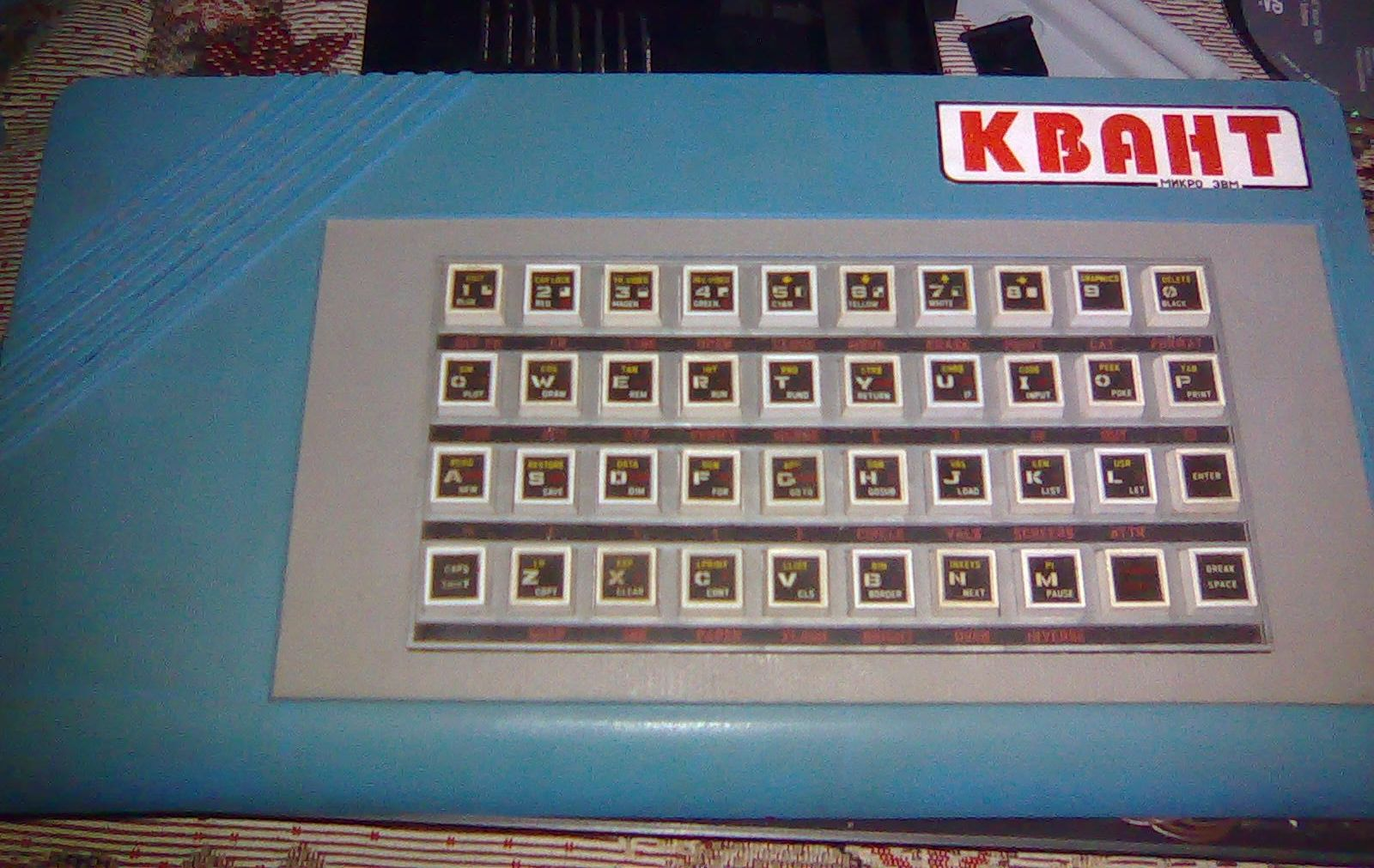
Kvant

Počítač vyráběný závodem automatické kontroly ve městě Orša v Bělorusku. Existuje ve verzi se 48 KiB paměti RAM. O jeho rozšíření mezi lidmi není známo. Je známo, že byl dodáván do obchodů měst Vitebska (město Orša se nachází ve Vitebské oblasti) a Minsku. Není známo, že by byl prodáván mimo hranice Běloruska. Široké použití počítače nebylo možné díky jeho neustálému přehřívání (obal počítače nebyl prakticky větraný) a bortící se klávesnici (klávesy byly připojeny na piny tenkých kolíčků, tyto kolíčky se přerušily a klávesnice se stala nefunkční), takže na počítači Kvant všechno pracovalo o 10 - 15 % pomaleji než na ZX Spectru.

#### Kvant-BK MS0530
Kvant-BK MS0530 je varianta ZX Spectra 48K vyráběná závodem Kvant v Zelenogradě. Počítač obsahuje procesor Т34ВМ1 a zákaznický obvod Т34ВГ1. Má vestavěný Beta Disk Interface.

#### Kvorum
Kvorum je varianta počítače ZX Spectrum bez dalších rozšířených možností.

#### Kvorum 64
Kvorum 64 je počítač kompatibilní se ZX Spectrem doplněný o možnost připojit místo paměti ROM paměť RAM, takže je schopen běhu operačního systému CP/M. Počítač má rozšířenou klávesnici, přidané klávesy je možné číst na portu 126/7E.

#### Kvorum 128
Kvorum 128 je počítač kompatibilní se ZX Spectrem 128K s možností připojit do celého adresního prostoru procesoru paměť RAM. Počítač je založen na obvodu КБ01ВГ1-2 a je k němu možné připojit Kempston joystick a Sinclair joystick.

#### Kvorum 128+
Kvorum 128+ je varianta počítače Kvorum 128 s vestavěnou disketovou jednotkou.

#### Leningrad 1
Leningrad 1 je varianta ZX Spectra 48K podle návrhu Sergeje Zonova, později autora počítačů Scorpion. Ve své době byl velmi oblíbený. Počítač obsahuje 64 KiB paměti RAM, z celého rozsahu využívá pouze 48 KiB. Z počítače vycházejí další varianty ZX Spectra, jako je Spektr 48, Ural-48K, Vesta IK-30 a SIČ-48. Kvůli zjednodušení elektroniky počítače všechny sudé porty procesoru fungovali jako port 254 u ZX Spectra, na všech lichých portech bylo možné číst stav Kempston joysticku. Novosibirskij elektrotechničeskij institut navrhl variantu počítače Leningrad-NETI.

#### Leningrad 2
Leningrad 2 je vylepšená varianta počítače Leningrad 1. K počítači existuje několik vylepšení.

#### Lvov
Lvov je počítač vytvořený ve Lvovském politechničeském institutu. Práce na vytvoření počítače začaly už v letech 1984–1985. Autorem návrhu počítače je Jurij Dmitrijevič Dobuš. Z počítače vychází počítače Moskva, Leningrad a Pentagon 48.

#### Magic-04
Magic-04 je varianta počítače ZX Spectrum 48K. Autory počítače jsou Sergej Žavoronkov a Andrej Vyčegžanin. Počítač má klávesnici se 41 klávesami a interfacy pro Sinclair joystick a Kempston joystick.

#### Magic-05
Magic-05 je vylepšená varianta počítače Magic-04. Má rozšířenou klávesnici, u které stav přidaných kláves je čten na portu 252/FC, a nestandardní port pro tiskárnu.

#### Magic-06
Magic-06 je varianta počítače Magic-04, místo diskrétních součástek realizujících funkce obvodu ULA používá zákaznický obvod.

#### Magic-07
Magic-07 je varianta počítače ZX Spectrum 128K včetně zvukového generátoru AY-3-8912 a s vestavěným disketovým řadičem. Počítač se nedostal do sériové výroby.

#### Master
Počítač Master byl vyráběn třemi závody, Komponent jako dodavatel obalu, Angstrem jako dodavatel integrovaných obvodů a Prokom jako dodavatel dokumentace. Počítače je založen na obvodech z řady Т34 (procesor Т34ВМ1, zákaznický obvod Т34ВГ1 a paměť ROM Т34РЕ1). Klávesnice počítače je rozšířená o numerickou část. Počítač obsahuje interfacy pro Sinclair joystick a Kempston joystick.

#### Master K
Master K je počítač vyráběný v Ivanovově. Počítač obsahuje 48 KiB paměti RAM, 16 KiB paměti ROM a interface pro Kempston joystick.

#### Moskva 48K
Moskva 48K (nebo pouze Moskva) je první hromadně vyráběný počítač kompatibilní se ZX Spectrem postavený v Rusku. Počítač je kopií počítače Lvov.

#### Moskva 128K
Moskva 128K je varianta počítače ZX Spectrum 128K. Má vestavěný interface pro tiskárnu a pro joystick, ale neobsahuje zvukový generátor. Počítače Moskva 128 a Pentagon 128 byly prvními variantami ZX Spectra 128K.

#### Nafaňa
Nafaňa je počítač vyráběný závodem Axon v Moskvě. Jeho základem je speciální zákaznický obvod СК1, kromě něho počítač obsahuje dalších 16 integrovaných obvodů. Počítač byl navržen pro diplomatické kanceláře a pro děti.

#### NEIS
Klon počítače ZX Spectrum 48K. Počítač byl vytvořen v Novosibirském elektrotechničeském institutu svazu.

#### Olimpik-S
Olimpik-S je varianta ZX Spectra vyráběná Světlovodským závodem.

#### Orel BK-08
Orel BK-08 je počítač kompatibilní ZX Spectrem 48K s možností připojit do celého adresního prostoru procesoru paměť RAM. Paměť RAM je pro zápis přístupná vždy, i v případě, kdy je pro čtení připojena paměť ROM, takže je možné uložit data do paměti RAM i z BASICu. Kromě znaků latinky umožňuje psát i znaky cyrilice.

#### Orizon-Micro
Orizon-Micro je počítač vyráběný závodem Orizon v ukrajinském městě Smila. U počítače existuje problém s náhodným stavem datové sběrnice, takže nefungují některé programy používající přerušení IM2.

#### Parus VI-201
Parus VI-201 je počítač vyráběný Sevastopolským elektromechaničeskim zavodom. Počítač je umístěn ve stejném obalu jako počítač Elektronika VI-201.

#### Patisonic 48
Patisonic 48 je počítač vyráběný firmou Patisonic v Omsku. Počítač vychází z počítače Leníngrad, jeho schéma bylo ale podstatně změněno.

#### Patisonic 48ST
Patisonic 48ST má proti počítači Patisonic 48 slot pro paměťové kártridže, rozšířenou paměť ROM, nastavitelné umístění videopaměti v adresním prostoru procesoru a interface pro Kempston joystick. Některé exempláře jsou vybaveny zvukovým generátorem AY-3-8912. Nedokončený zůstal návrh kártridže obsahující paměť RAM.

#### Pentagon
Pentagon je počítač, který si lidé stavěli doma. Existuje ve variantě se 48 KiB paměti RAM a se 128 KiB paměti RAM. Pentagon 48 byl první počítač kompatibilní se ZX Spectrem, který obsahoval vestavěný řadič Beta Disk Interface. Původní verze počítače Pentagon 128 má 128 KiB paměti, ale díky tomu, že si tento počítač lidé stavěli doma, existuje mnoho verzí tohoto počítače s různými vylepšeními jako je rozšíření paměti na 512 KiB a nové grafické režimy. K přepínání rozšířené paměti nad 128 KiB počítač používá u ZX Spectra 128 nevyužité bity portu 32765/7FFD, což může způsobit nekompatibilitu s některými programy.

#### Pentagon 1024SL
Počítač Pentagon 1024SL se vyskytuje ve dvou verzích. Verze 1.4 je kompatibilní s počítačem Kay 1024. Verze 2.2 je kompatibilní s domácími úpravami původních počítačů Pentagon.

#### Peters MC64
Peters MC64 je počítač vyráběný v Petrohradě společností Peters (později přejmenovanou na Peters Plus). Počítač existuje ve verzích MC64S1, která v přídavné paměti ROM obsahuje Service monitor, assembler, monitor a testovací program videoobvodů, a MC64S3, která v přídavné paměti ROM obsahuje Service monitor 2, hru Tetris, testovací program videoobvodů a textový editor. Varianta MC64S3 má také port pro paralelní tiskárnu. Dalšími uváděnými variantami počítače jsou MP64 a WS128.

#### Peters 256
Peters 256 je počítač vyráběný v Petrohradě společností Peters (později přejmenovanou na Peters Plus). Vychází z počítače Scorpion. Počítač obsahuje Service monitor 3 a IS-DOS.

#### Pik
Pik je počítač s procesorem Z80A bez turba a s 64 KiB paměti RAM a 16 KiB paměti ROM. Počítač obsahuje obvod КА1515ХМ1216. Klávesnice počítače má nestandardně umístěné přídavné klávesy (např. kurzorové šipky jsou v levé části klávesnice).

#### Profi
Profi je počítač se 1024 KiB paměti RAM, vestavěným obvodem 8255 a vestavěným řadičem Beta Disk Interface. Jeho grafické možnosti jsou kvůli systému CP/M rozšířeny o druhý grafický režim. Počítač umožňuje připojení PC klávesnice a novější verze obsahují také interface pro připojení pevného disku.

#### Robik
Robik je počítač vyráběný ve městě Čerkasy (nyní (rok 2012) Ukrajina). Je vybaven rozhraním pro Kempston joystick. Klávesnice má samostatné kurzorové šipky a kromě písmen latinky umožňuje psát i znaky cyrilice.

#### Raton-9003
Raton-9003 je počítač vyráběný v Homelu v Bělorusku. V počítači použitý procesor zákaznický a paměť ROM jsou z rodiny obvodů T34. Paměť ROM je analogická paměti ROM počítače Pik.

#### Santaka 002
Počítač Santaka-002 je totožný počítač s počítačem Impuls, pouze vyráběný v Minsku. Počítač má ve znakové sadě i písmena cyrilice. Tyto má umístěna místo velkých písme latinky.

#### Scorpion ZS-256
Scorpion ZS-256 je počítač plně kompatibilní se ZX Spectrem 128 včetně časování. Jeho paměť RAM je rozšířená na 256 KiB. Má vestavěnou zjednodušenou verzi disketového řadiče Beta Disk Interface, ke které je možné připojit pouze dvě disketové mechaniky. K počítači existuje rozšíření GMX, které rozšiřuje paměť RAM, přidává druhý grafický režim a umožňuje emulovat počítač Pentagon.

#### Sever 48/002
Sever 48/002 je počítač vyráběný na začátku 90. let závodem Sever v Novosibirsku. Počítač má klasickou klávesnici se 40 klávesami a procesor 1825ВМ80. Počítač obsahuje 64 KiB paměti ROM a 16 KiB paměti RAM. S počítačem byl dodáván joystick.

#### Sintez
Sintez je série počítačů vyráběná v Kišiněvě. Počítače Sintez, Sintez M a Sintez 2 mají 48 KiB paměti RAM, Sintez 3 má paměť RAM rozšířenou na 128 KiB. K počítači Sintez M je možné připojit dva joysticky (Sinclair 1 a Sinclair 2), černobílý a barevný monitor a magnetofon.

#### Simbol
Simbol je varianta ZX Spectra jak se se 48 KiB paměti RAM tak se 128 KiB paměti RAM. Obě varianty počítače využívají obvod Т34ВГ1, varianta se 128 KiB paměti RAM obsahuje i zvukový čip AY-3-8910 a disketový řadič. Použitá ROM je shodná s ROM v počítačích Didaktik.

#### Sirius
Sirius je varianta ZX Spectra, která má místo obvodu ULA její funkce sestavené z diskrétních logických obvodů. S počítačem byl dodáván joystick.

#### Spektr 48
Spektr 48 je počítač vyráběný závodem Orjol. Klávesnice počítače obsahuje nejen písmena latinky, ale i písmena cyrilice. V paměti ROM počítače je obsažen monitor a debugger.

#### Spektr BK-001
Spektr BK-001 je varianta ZX Spectra 48K vyráběná v Tveru. Počítač umožňuje psát i znaky cyrilice a v paměti ROM je obsažen i tester magnetofonu (analogický testeru magnetofonu u ZX Spectra 128K+).

#### Sprinter
Sprinter je počítač založený na architektuře Flex. Může pracovat v několika režimech, režim kompatibilní se ZX Spectrem je jedním z nich. Počítač je vybaven 4 MiB paměti RAM, 128 KiB paměti ROM, interfacem pro PC klávesnici a pro myš MS Mouse a dva ISA sloty.

#### Taganrog 128
Počítač se vyráběl v taganrogském KB Mius v 90. letech 20. století. jeho základem je modifikované schéma Zonova. Deska plošného spoje o rozměru 243 mm x 143 mm bese 16 integrovaných obvodů РУ5 v pouzdrech DIP16, dvě patice pro paměť ROM v pouzdru DIP28 a patici pro procesor v pouzdru DIP40. Na desce plošného spoje se nachází tři pětikolíkové konektory (pro video, pro zvuk a pro napájení) a jeden sedmikolíkový konektor (pro joystick). deska má také 64pinový systémový konektor. Tento konektor umožňuje připojit desku řadiče a desku ROM disku se zvukovým procesorem. Konstrukce těchto desek umožňuje vložit je jednu vedle druhé. Deska disketového řadiče obsahuje vyrovnávací buffer adresové a datové sběrnice, obvody disketového řadiče, řadič rozhraní RS-232 a řadič interface Centronics. ROM disk představuje desku plošného spoje s pamětí ROM, ve které se nacházejí upravené verze často používaných programů a také některé servisní možnosti. Na desce ROM disku se nachází také hudební generátor AY/YM. V pozdějších verzích byl objem paměti ROM navýšen z 2x 512 KiB na 4x 1 MiB a přidán interface pro Kempston mouse. Existují schémata rozšíření paměti ROM až na 1 MiB a turbo režimu disketového řadiče.

#### Ural
Ural 8/64 je varianta ZX Spectra 48K vyráběná závodem UOMZ. Počítač vychází z počítače Leningrad.

#### Vesta IK-30
Vesta IK-30 je varianta ZX Spectra 48K vyráběná závodem Signal. Počítač vychází z počítače Leningrad, klávesnice počítače má 40 kláves. Jako přechodný model mezi počítači Vesta IK-30 a Vesta IK-31 existuje model Vesta IK-30M.

#### Vesta IK-31
Vesta IK-31 je novější verze počítače Vesta IK-30. Počítač je vzhledově podobný svému předchůdci, ale jeho elektronika je odlišná, místo diskrétních logických obvodů obsahuje obvod Т34ВГ1. Paměť ROM počítače je modifikovaná paměť ROM počítačů Didaktik s jiným písmem.
S počítači Vesta byl dodáván joystik Vesta IM-01.

#### ZX Evolution
ZX Evolution, zkráceně nazývaná jako ZX Evo nebo Pentevo je varianta ZX Spectra vyráběná NedoPC. Počítač vychází z počítače ATM Turbo. Počítač obsahuje 4 MiB paměti RAM a 512 KiB paměti ROM. K počítači existuje několik možných pamětí ROM, jedna z nich je kompatibilní s počítačem Scorpion ZS-256.

#### ZX Next
Počítač obsahuje dva procesory Z80 (jedna jako grafický koprocesor), RS-232, turbo režim, síťovým připojením a druhým grafickým režimem 640 x 200. Bylo vyrobeno asi 700 počítačů. V závislosti na modelu a počtu instalovaných obvodů může mít 48, 128 nebo 512 KiB RAM a 32 nebo 64 KiB ROM.

#### ZX-Poly
V roce 1994 byla v Rusku vyvinuta víceprocesorová platforma ZX-Poly na základě počítačů ZX Spectrum, se kterým je zpětně kompatibilní, ale umožňuje zvýšení barevnosti a zvětšení grafického rozlišení stávajícího programového vybavení.
V roce 2007 bylo schéma platformy zveřejněno autorem Igorem Maznicem na síti ve formě technického popisu a emulátoru, které jsou dostupné na oficiálních stránkách platformy ZX-Poly. Vzhledem ke konci éry počítače ZX Spectrum, práce na hardwarové realizaci platformy byly koncem 90. let 20. století zmrazeny.

#### ZXM-777
ZXM-777 je počítač navržený na základě počítačů ZX-777 a Kay 256. Počítač obsahuje 128 KiB paměti RAM a 64 KiB paměti ROM. Použitý procesor TMPZ84C00-8 může být taktován frekvencí 3,5 MHz nebo 7 MHz.

#### ZXM-Phoenix
ZXM-Phoenix je varianta ZX Spectra 128K. Počítač může mít buď 1024 nebo 2048 KiB paměti RAM, má 64 KiB paměti ROM. Počítač existuje v revizích 00, 01, 02, 03, 04, 05 a 05.1. V revizi 05 byl pro zvýšení kompatibility s původním ZX Spectrem 128K přidán režim, ve kterém je dostupných pouze 128 KiB paměti RAM. K počítači je možné připojit joystick a myš, tyto se chovají jako Kempston joystick a Kempston mouse.

#### ZXM-Phoenix 2
ZXM-Phoenix 2 je rozšířená varianta počítače ZXM-Phoenix. Počítač má paměť RAM o velikosti 4096 KiB a může běžet i v režimu kompatibilním s počítačem Pentagon. Počítač má nové grafické režimy a možnost okraji obrazu (borderu) nastavit 15 nebo 16 barev.